# Hyperolius concolor
Espèce
Synonymes
- Ixalus concolor Hallowell, 1844
- Hyperolius modestus Günther, 1859 "1858"
- Rappia sordida Fischer, 1888
- Rappia spurrelli Boulenger, 1917
- Hyperolius depressus Ahl, 1931
- Hyperolius togoensis Ahl, 1931
- Hyperolius maximus Ahl, 1931
- Hyperolius petersi Ahl, 1931
- Hyperolius pulcher Ahl, 1931
- Hyperolius argentophthalmus Ahl, 1931
- Hyperolius moseri Ahl, 1931
- Hyperolius narinus Ahl, 1931
- Hyperolius guineensis Ahl, 1931
- Hyperolius concolor ibadanensis Schiøtz, 1967

Statut de conservation UICN

 LC  : Préoccupation mineure
Hyperolius concolor est une espèce d'amphibiens de la famille des Hyperoliidae.

## Répartition
Cette espèce se rencontre au Bénin, dans le sud-ouest du Cameroun, en Côte d'Ivoire, au Ghana, en Guinée, au Liberia, au Nigeria, en Sierra Leone et au Togo,.

## Publication originale
- Hallowell, 1844 : Descriptions of new species of African reptiles. Proceedings of the Academy of Natural Sciences of Philadelphia, vol. 2, p. 58-62 (texte intégral).